# Kruchaweczka namakająca

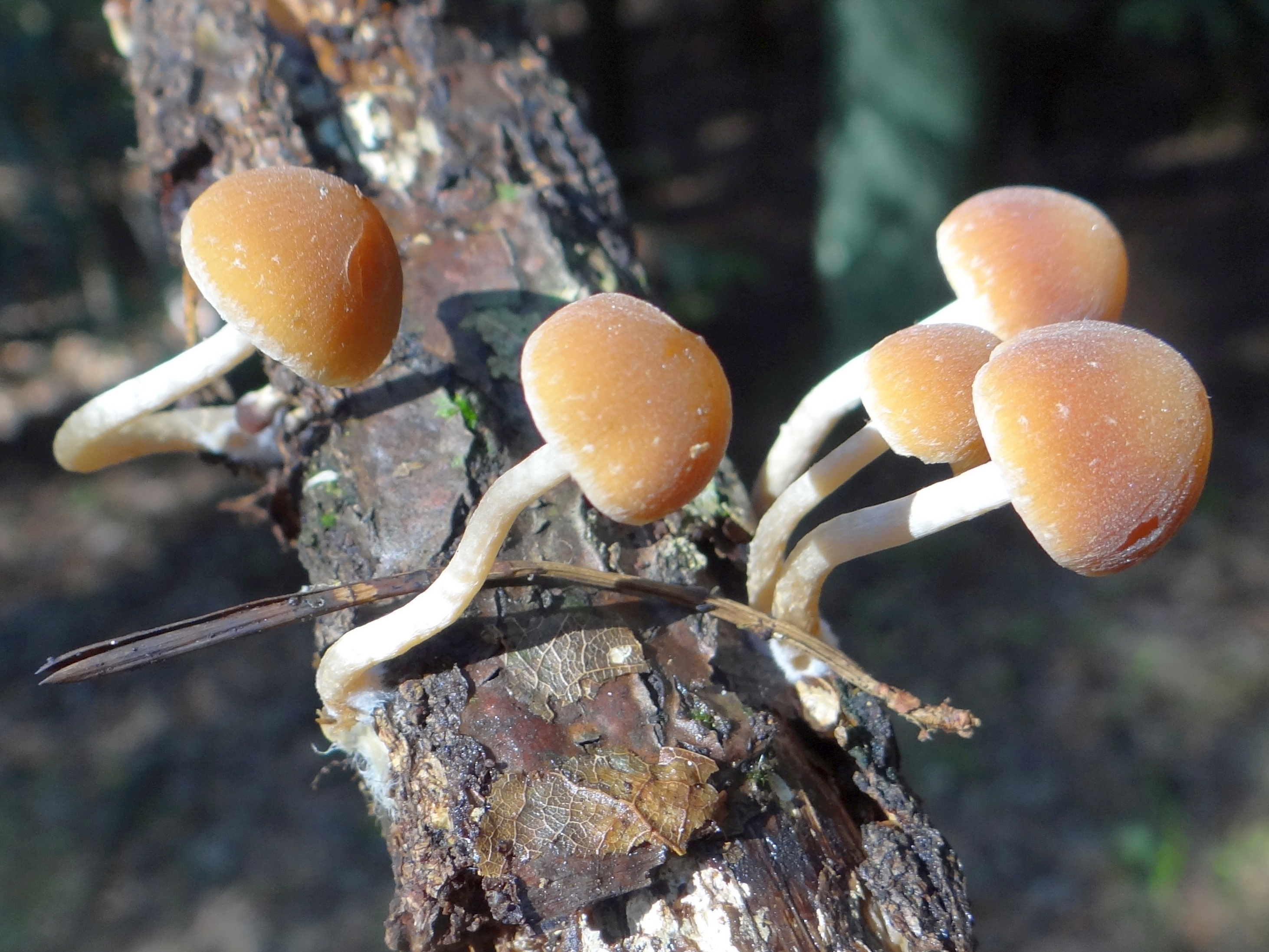
Młode owocniki

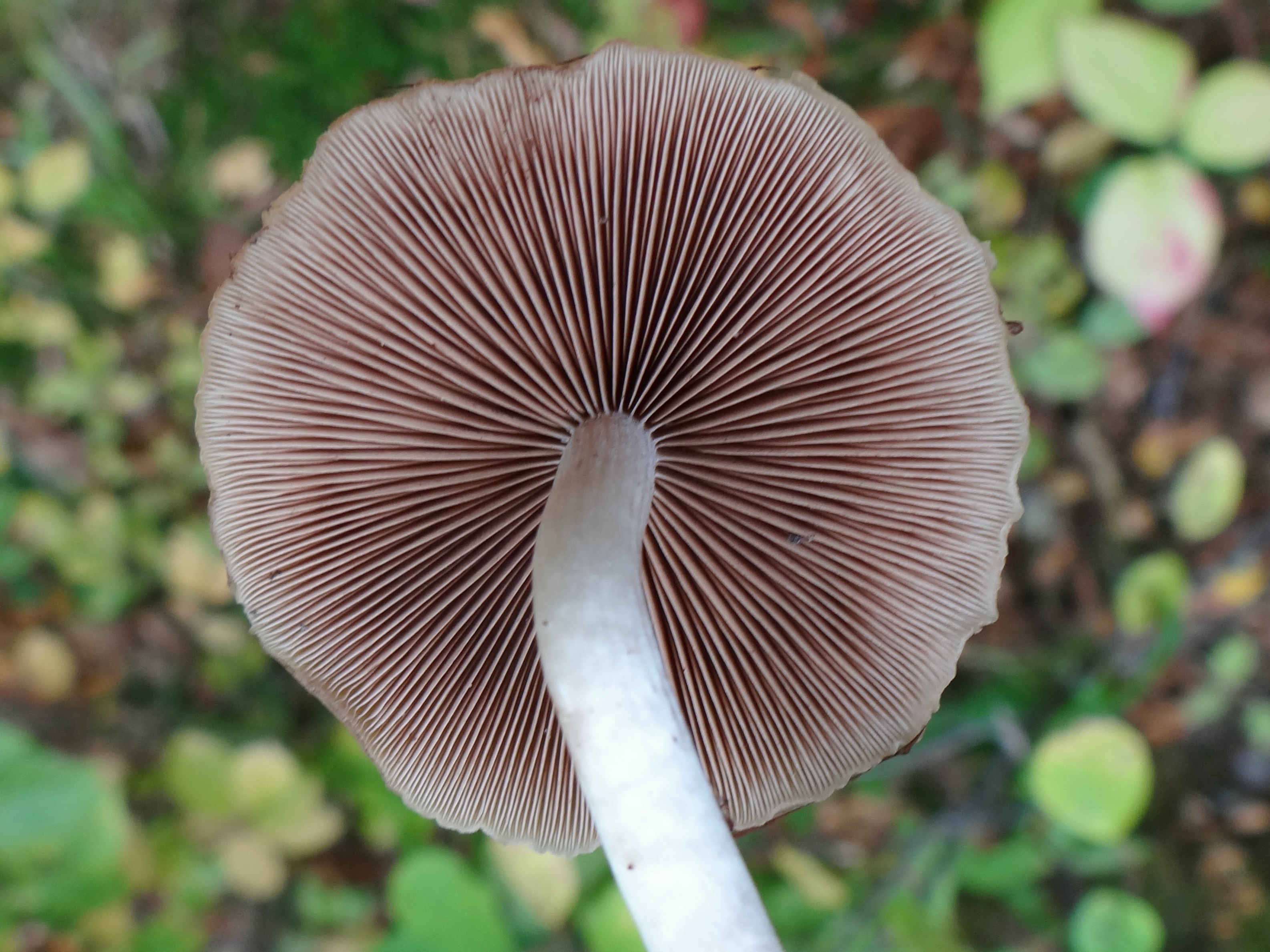
Blaszki kruchaweczki namakającej

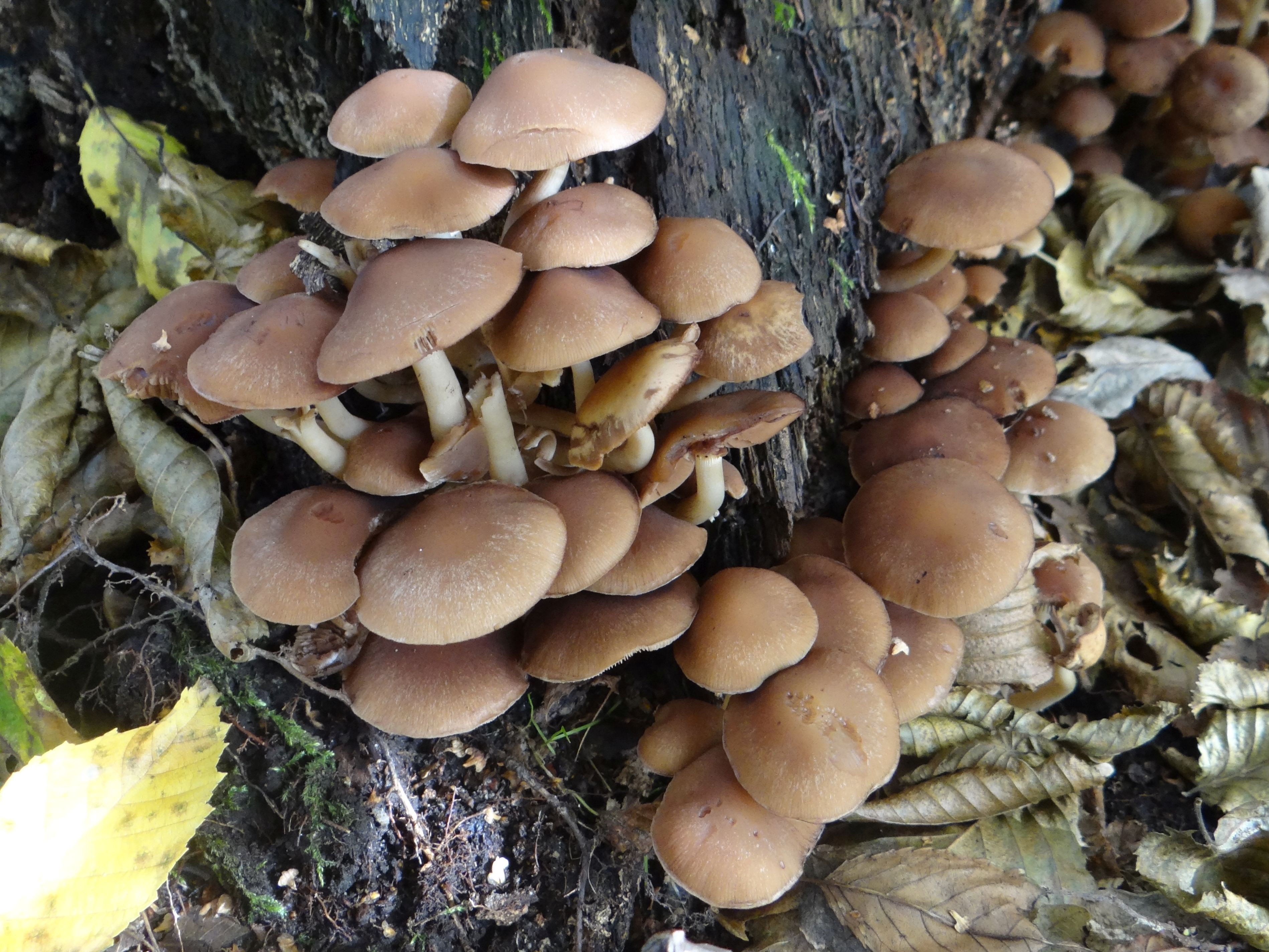
Kruchawczka namakająca w stanie suchym

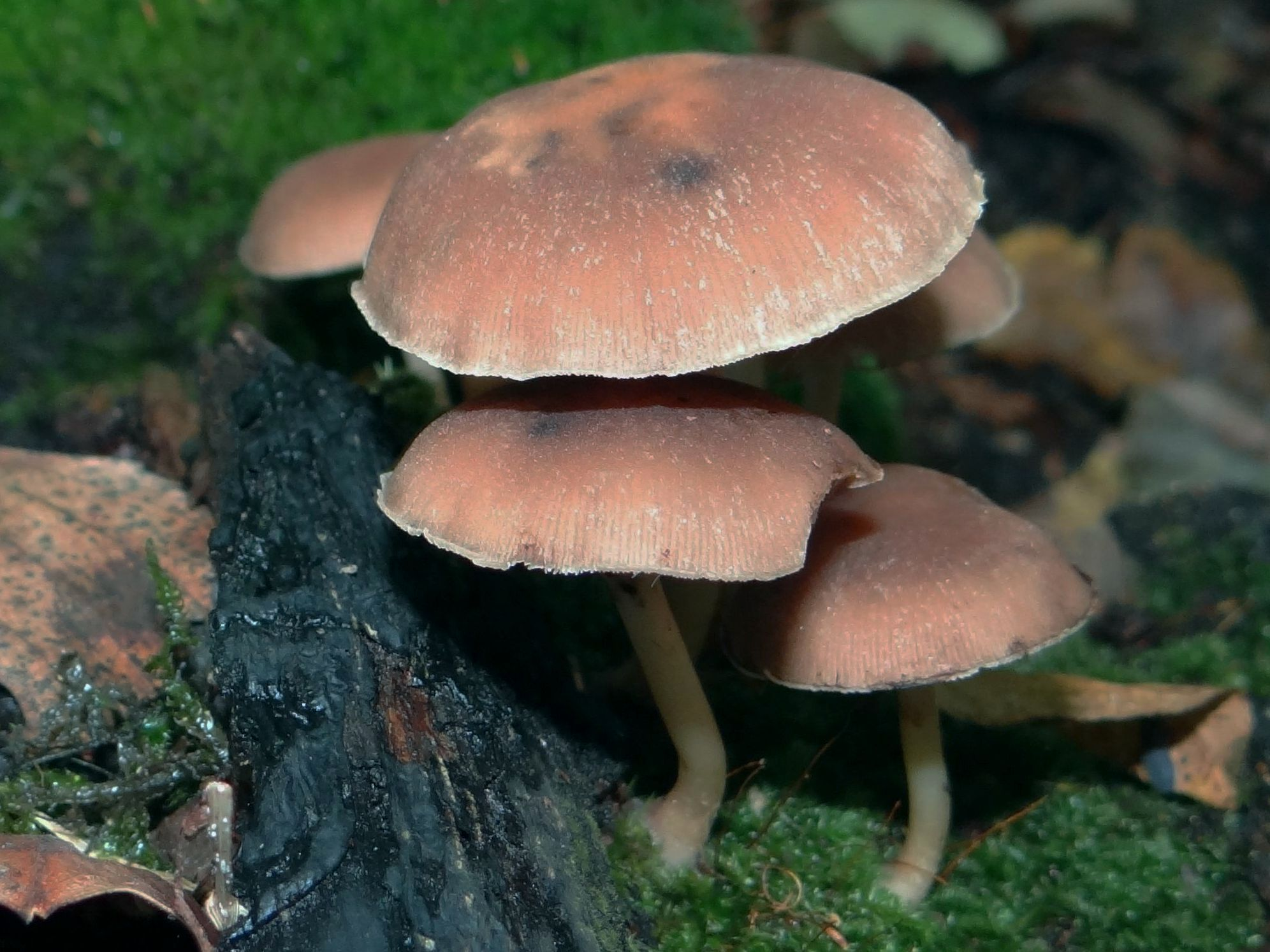
Żłobkowany brzeg kapelusza

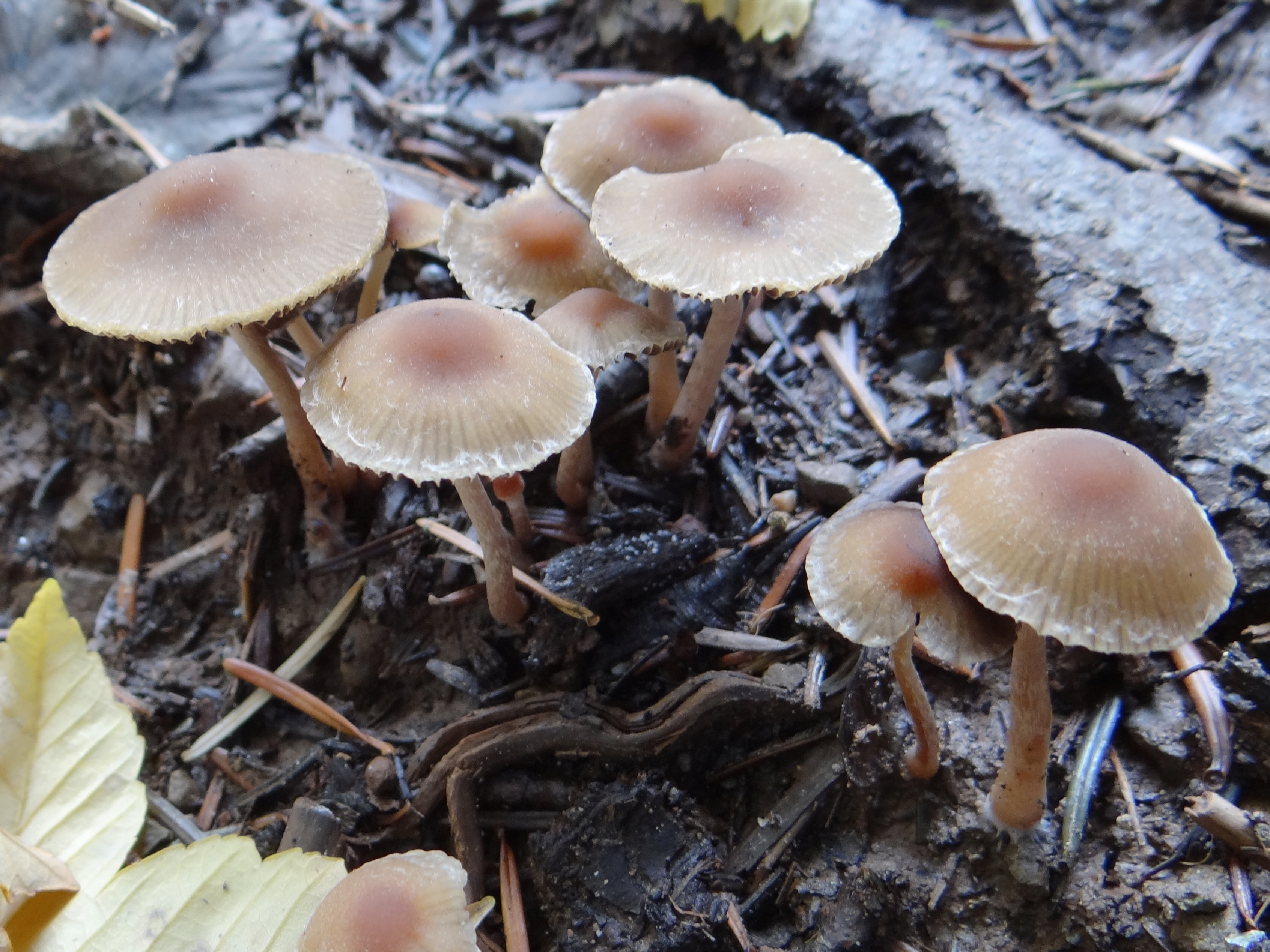

Kruchaweczka namakająca (Psathyrella piluliformis (Bull.) P.D. Orton) – gatunek grzybów z rodziny kruchaweczkowatych (Psathyrellaceae).

## Systematyka i nazewnictwo
Pozycja w klasyfikacji według Index Fungorum: Psathyrella, Psathyrellaceae, Agaricales, Agaricomycetidae, Agaricomycetes, Agaricomycotina, Basidiomycota, Fungi.
Po raz pierwszy gatunek ten opisany został w 1791 r. przez Pierre’a Buillarda jako Agaricus piluliformis (gatunek pieczarki). W 1969 r. Peter Darbishire Orton przeniósł go do rodzaju Psathyrella (kruchaweczka) i nadał mu obecną nazwę.
Niektóre synonimy naukowe:

- Agaricus hydrophilus Bull. 1791
- Agaricus piluliformis Bull. 1783
- Drosophila appendiculata var. pilulaeformis (Bull.) Kühner & Romagn. 1953
- Drosophila hydrophila (Bull.) Quél. 1886
- Drosophila hydrophila (Bull.) Quél. 1886 var. hydrophila
- Drosophila hydrophila var. piluliformis (Bull.) Quél. 1886
- Drosophila piluliformis (Bull.) Quél. (1886)
- Drosophila subpapillata (P. Karst.) Kühner & Romagn. 1953
- Hypholoma hydrophila (Bull.) Quél. 1872
- Hypholoma piluliforme (Bull.) Gillet 1878
- Hypholoma subpapillatum P. Karst. 1879
- Psathyrella hydrophila (Bull.) Maire (1937)
- Psathyrella hydrophila (Bull.) Maire 1937 var. hydrophila
- Psathyrella subpapillata (P. Karst.) Schulm. 1955
- Psathyrella subpapillata (P. Karst.) Romagn. 1982

Polską nazwę podał Władysław Wojewoda w 2003 r. W polskim piśmiennictwie mykologicznym gatunek ten opisywany był też jako maślanka wodolubna lub kruchaweczka wilgotna.

## Morfologia
Kapelusz
Średnicy od 2 do 5 cm (wyjątkowo do 7 cm). Początkowo jest dzwonkowaty, później coraz bardziej rozpostarty, na koniec płaski. Powierzchnia naga i nigdy nie jest lepka. Na młodych owocnikach znajdują się białawe, delikatne resztki osłony, czasami zwisające z brzegów kapelusza. Jest higrofaniczny: w stanie wilgotnym ma barwę czerwonobrązową lub ciemnobrązową, w stanie suchym ochrowobeżową. W stanie wilgotnym brzegi kapelusza drobno prążkowane (prześwitujące blaszki).
Blaszki
Gęste, za młodu jasnobeżowe, potem brązowoczarne (bez odcienia fioletowego). Cystydy są umiejscowione na ostrzu i powierzchni blaszek.
Trzon
Wysokość do 8 cm, grubość 4–8 mm. Jest pusty, bardzo łamliwy, czasami nieco falisty, nierówny. Powierzchnia naga, czasami z białawymi włókienkami będącymi resztkami osłony. Pierścienia brak. U młodych owocników trzony są jasne, u starszych ciemnieją.
Miąższ
Biały i bardzo kruchy, o niewyraźnym zapachu i smaku.
Wysyp zarodników
Czarnobrązowy. Zarodniki owalne lub elipsoidalne, o rozmiarach 4,5–6,5 × 3–4 µm, bez pory rostkowej.
Gatunki podobne
- Łuszczak zmienny (Kuehneromyces mutabilis), posiadający dwubarwny kapelusz o podobnych odcieniach, różni się brązowym trzonem z pierścieniem. Jadalny[4],
- Kruchaweczka zaroślowa (Psathyrella candolleana), która jest miodowożółta, jaśniejsza nawet w stanie wilgotnym[4].

## Występowanie i siedlisko
Gatunek pospolity w Ameryce Północnej i w Europie. Z terenów Azji podano występowanie tego gatunku w Japonii i na Tajwanie. W Polsce jest pospolity.
Nadrzewny grzyb saprotroficzny. Rośnie w lasach i parkach na drewnie liściastym, głównie na bukach, grabach, dębach. Najczęściej rośnie na pniakach lub na leżących na ziemi pniach i gałęziach drzew. Na drewnie iglastym spotykany jest bardzo rzadko. Owocniki wytwarza od sierpnia do listopada, w kępkach lub gromadnie.

## Znaczenie
Powoduje gnicie drewna. Grzyb jadalny, nadający się do zup i sosów. Ma jednak mierne wartości smakowe, a ze względu na możliwość pomylenia go z podobnymi, lecz trującymi gatunkami odradza się jego zbieranie w celach spożywczych.